# Peter Bischoff
Peter Bischoff (24 maart 1904 - Hamburg, 1 juli 1976) was een Duits zeiler.
Tijdens de Olympische Zomerspelen 1936, waarbij de zeilwedstrijden gehouden werden in de baai van Kiel won Bischoff samen met Hans-Joachim Weise de gouden medaille in de star. 

## Olympische Zomerspelen
| Jaar | Plaats  | Resultaten |
| ---- | ------- | ---------- |
| 1936 | Berlijn | star       |